# ゲツセマネの祈り (ボッティチェッリ)
『ゲツセマネの祈り』（ゲツセマネのいのり、西: Oración del Huerto、英: Agony in the Garden）は、イタリア初期ルネサンス絵画の巨匠サンドロ・ボッティチェッリが1495-1500年に板上にテンペラで描いた絵画である。『新約聖書』中の「ルカによる福音書」(22:43) に記述されているゲツセマネの園で祈るイエス・キリストを描いている。ボッティチェッリの生涯中にイタリア国外に出た唯一の作品で、死を前にしていたカスティーリャ王国の女王イサベルのコレクションに入り、グラナダにあるグラナダ王室礼拝堂に遺贈された。1504年にイサベルのコレクションにあったことが記録されており、礼拝堂では聖遺物箱の扉を飾っていた。作品の委嘱の経緯は不明であるが、フィレンツェで働いていたカスティーリャ商人からの贈り物ではないかと推測されている。現在もグラナダ王室礼拝堂に所蔵されている。

## 作品
作品の主題は「ゲツセマネの祈り」である。「ルカによる福音書」によれば、キリストは「受難」の直前に弟子たちとゲツセマネの園に行く。キリストが血のような汗を流して祈っていると、天に天使が現れ、キリストは天使から犠牲の聖杯を受け取る。岩の下部には洞窟があり、キリストの死後の「復活」を暗示する石棺が見える。絵画のいたるところに生えるオリーヴの木も、この復活の主題に対応している。前景の尖った木の囲いの手前には、3人の使徒、ペテロ、ヨハネ、ヤコブが深い眠りについている。
本作よりも50年以上も前にアンドレア・マンテーニャやジョヴァンニ・ベッリーニによって描かれた同主題の作品は、イスカリオテのユダに導かれてキリストを捕らえにくる人々を遠景に描き、遠近法を駆使した構図であるが、本作はまったく異なった趣を示している。遠近法が断固として拒絶され、使徒たちよりも大きなスケールで描かれたキリストにはヒエラルキー上の重要性が与えられている。キリストの足元の岩山は作り物めいて見え、使徒たちの姿も解剖学的正確さからは程遠い奇妙なプロポーションで描かれている。これらの非写実主義的特質さ、赤、黄、緑、青の原色に限られている色彩において、本作は画家晩年の中世的なプリミティヴィズム (美術における原始主義的様式) への回帰の時代に属するものであることは疑いえない。
この様式はボッティチェッリのサヴォナローラへの帰依に結びつけられるべきものであり、本作の構図は1495年に出版されたサヴォナローラの『論考あるいは祈祷についての説教』の同じ主題の挿絵木版画の図像を正確に写している。

## ギャラリー

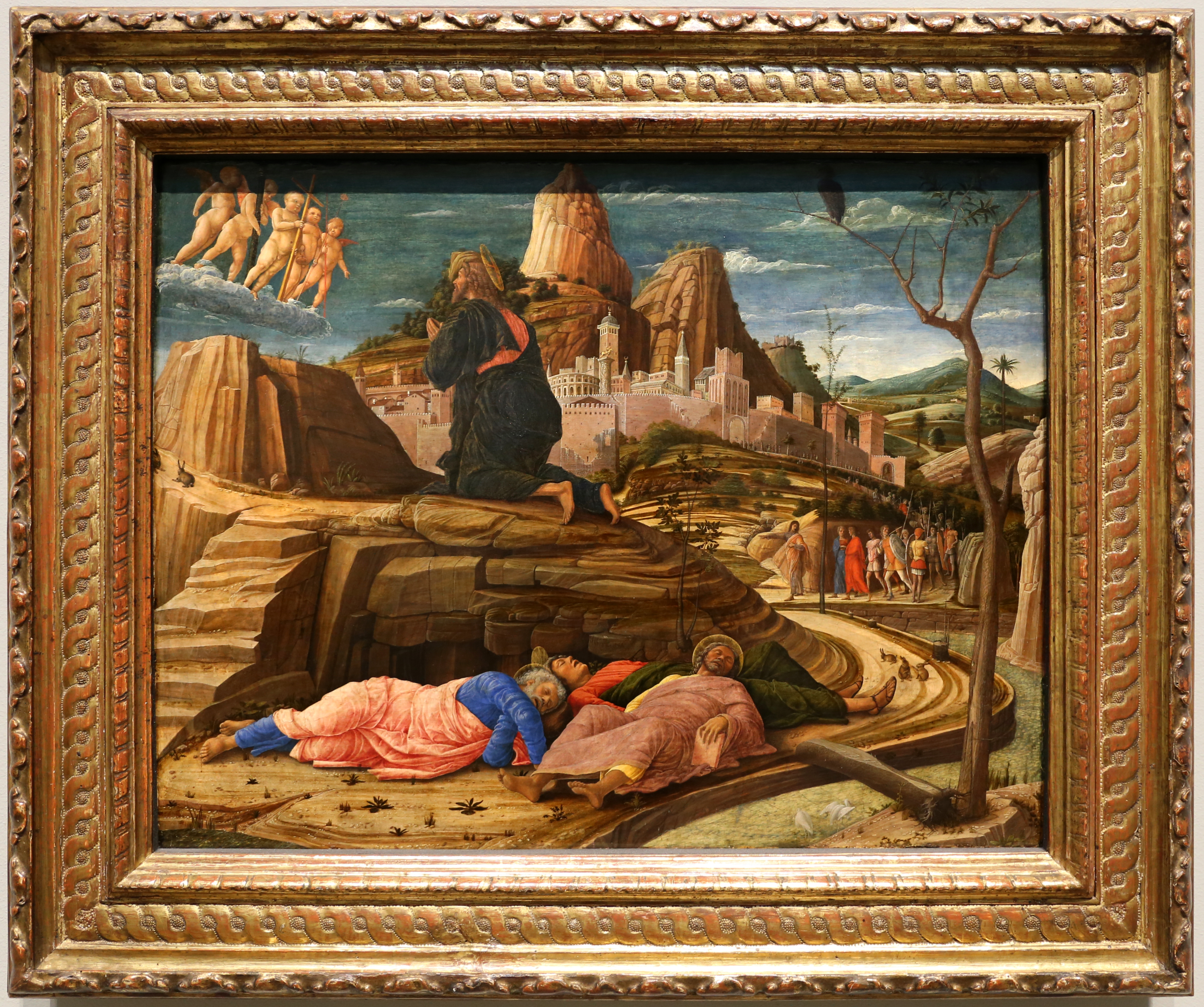
アンドレア・マンテーニャ『ゲツセマネの祈り』(1455-1456年)、ナショナル・ギャラリー (ロンドン)
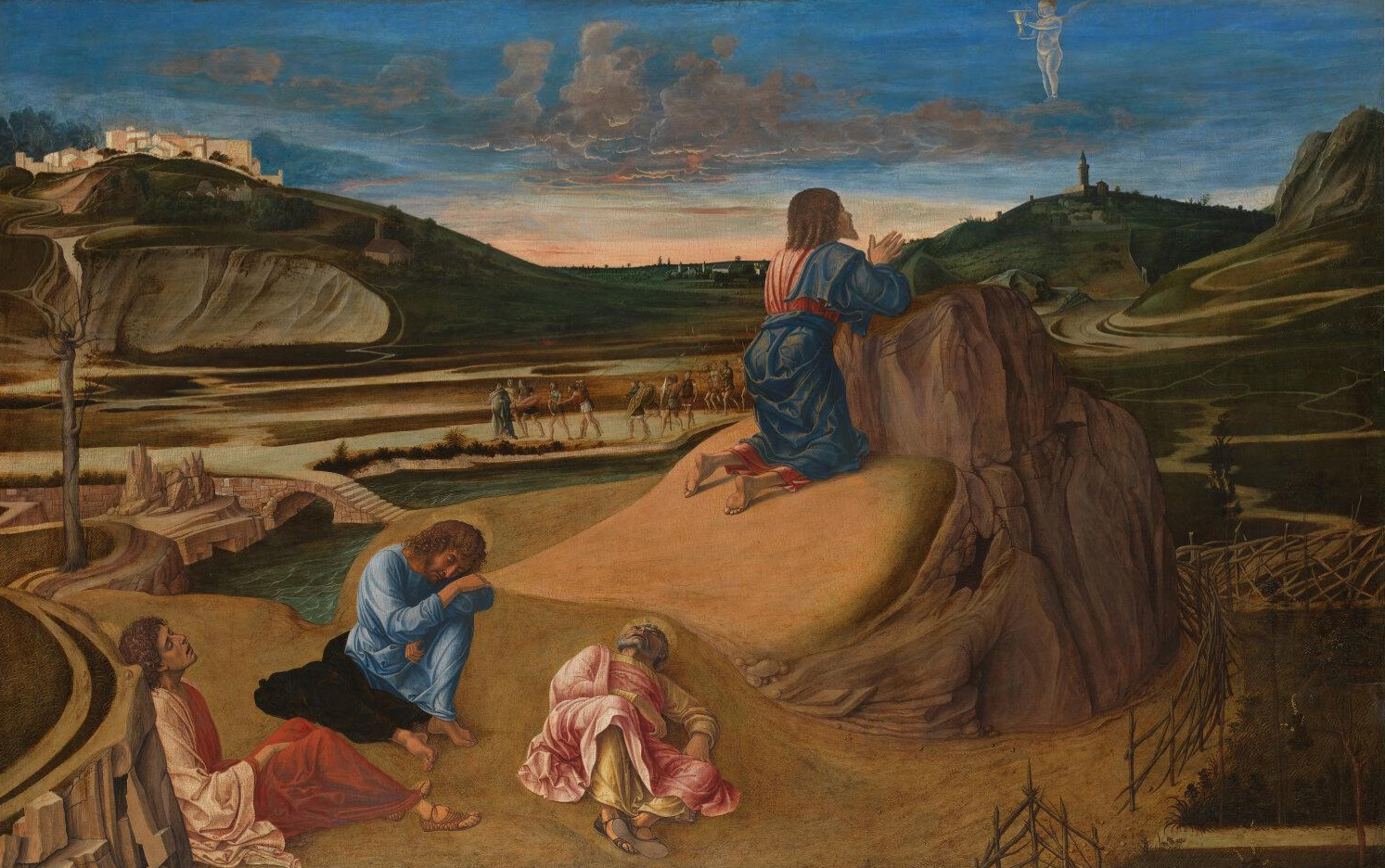
ジョヴァンニ・ベッリーニ『ゲツセマネの祈り』(1458-1460年ごろ)、 ナショナル・ギャラリー (ロンドン)